# (466) Tisiphone
(466) Tisiphone ist ein Asteroid des Hauptgürtels, der am 17. Januar 1901 von den Astronomen Max Wolf und Luigi Carnera in Heidelberg entdeckt wurde.
Der Asteroid ist nach Tisiphone, einer der Erinyen aus der griechischen Mythologie, benannt.